# Pseudosmelia moluccana
Pseudosmelia moluccana — вид квіткових рослин родини Вербові (Salicaceae). Вид є ендеміком Молукських островів, де зустрічається лише на острові Хальмахера.

## Опис
Це дерево. Листя продовгувато-овальне, на вершині з коротким загостренням, квіти жовті, плід — коробочка зеленого забарвлення.